# Sisu (udtryk)
 For alternative betydninger, se Sisu. (Se også artikler, som begynder med Sisu)
Sisu er et finsk udtryk, der samler egenskaber, man skal bruge for at overleve i et barsk klima: råstyrke, vilje, udholdenhed og evnen til at tænke klart i pressede situationer. Sisu er afledt af sisus, som betyder noget indre eller indvendigt.
Udtrykket fik international udbredelse i forbindelse med Vinterkrigen (1939-1940), hvor Finland kæmpede imod Sovjetunionen.
Udtrykket bruges bl.a. inden for sport, hvor finske udøvere berømmes for deres "sisu". Pga. dets kulturelle betydning indgår "sisu" ofte i finske firmanavne, produktnavne mv:
- Sisu Auto. Finsk producent af lastbiler, kampvogne mv.
- Der har været to isbrydere med navnet MS Sisu, hvoraf den yngste stadig er i tjeneste. Verdens ældste isbryder, Tarmo, som nu er museumsskib, hed tidligere Sisu II. "Tarmo" betyder styrke eller energi.
- Firmaet Leaf fremstiller en stærk lakridspastil med navnet Sisu.
- Spidsgatter tegnet af Utzon sr.

I USA er udtrykket udbredt i regionen Upper Peninsula of Michigan, hvor der er mange efterkommere af finske indvandrere. "Sisu" har her fået tilført andre betydninger, bl.a. selvtillid, mod mv. Den almindelige betydning er dog, at man gennem udholdenhed klarer sig imod umulige odds.
I Danmark findes bl.a. SISU Basketball Klub, som har taget navn fra udtrykket.